# Mewa modrodzioba
Mewa modrodzioba, mewa czarnonoga, mewa biała (Pagophila eburnea) – gatunek dużego ptaka wędrownego z rodziny mewowatych (Laridae), zamieszkujący wyspy, wody i pak lodowy Arktyki po północne wybrzeża Eurazji i Ameryki Północnej. Bliski zagrożenia wyginięciem.

## Systematyka
Jedyny przedstawiciel rodzaju Pagophila. Gatunek monotypowy.

## Zasięg występowania
Gnieździ się na Grenlandii, Ziemi Baffina, Wyspach Królowej Elżbiety, Svalbardzie, Ziemi Franciszka Józefa, Nowej Ziemi, Ziemi Północnej, Wyspach Nowosyberyjskich oraz innych arktycznych wyspach. Główne zimowiska znajdują się wokół Ziemi Baffina, w Cieśninie Davisa, na Morzu Labradorskim, południowo-wschodniej Grenlandii i w rejonie Cieśniny Beringa.
Sporadycznie zalatuje do Europy, do Polski wyjątkowo – do 2024 roku odnotowano tylko 2 stwierdzenia.

## Morfologia

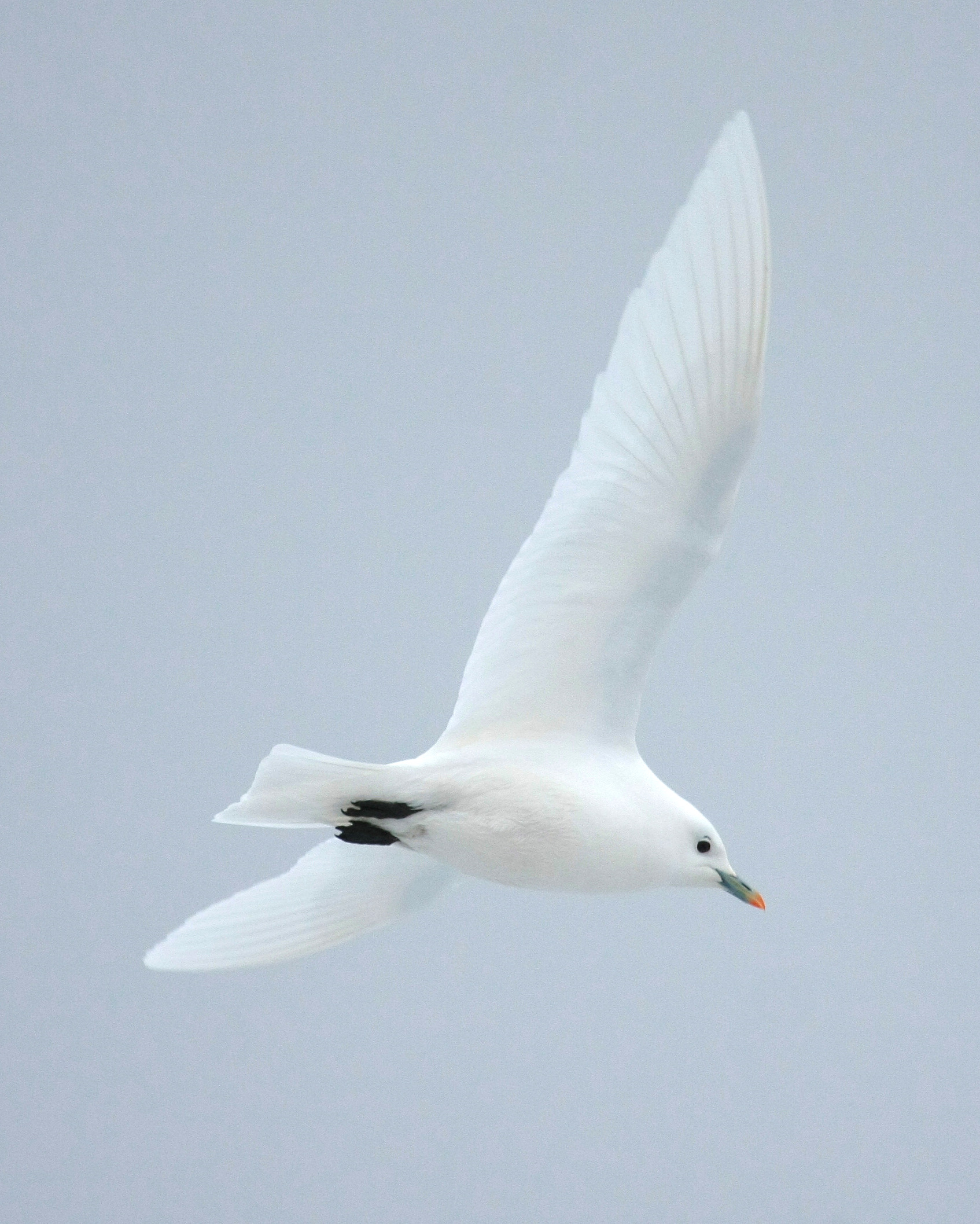
Mewa modrodzioba w locie

WyglądObie płci podobne. Niemal w całości białe, niekiedy na piersi widoczny różowy nalot. Dziób zielonkawy z żółtym końcem, nogi ciemne. Osobniki młodociane ciemno cętkowane, plamy najgęstsze na głowie.
Wymiary średniedługość ciała ok. 44–48 cm; rozpiętość skrzydeł 106–118 cm; masa ciała 520–700 g

## Ekologia i zachowanie

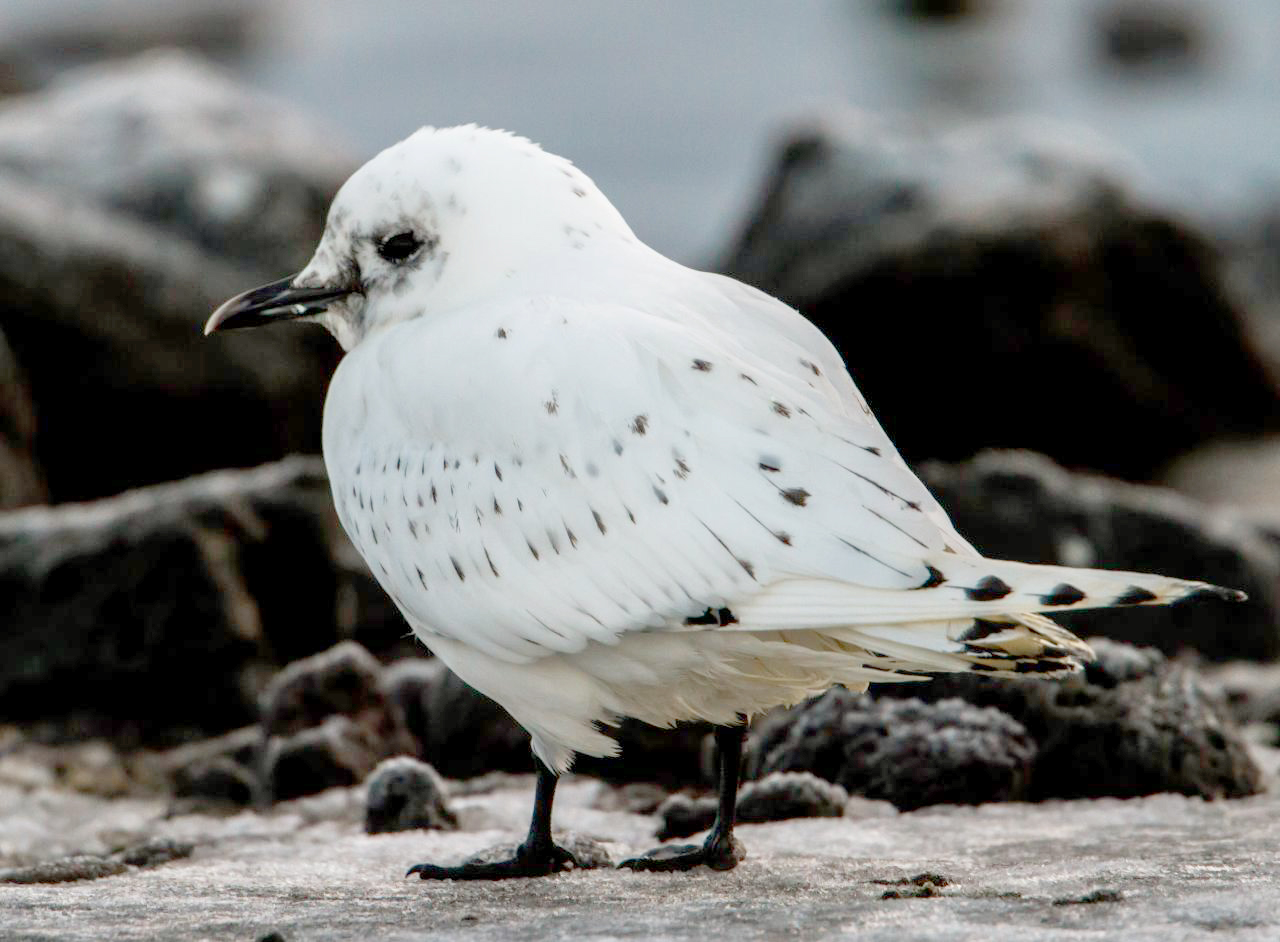
Osobnik młodociany

BiotopPokryte lodem pływającym i pakiem obszary morza. Gnieździ się na skalistych lub kamienistych wybrzeżach. Gniazdo zbudowane z mchów, porostów, wodorostów i innego dostępnego materiału.
GniazdoNa płaskim skalnym lub kamienistym wybrzeżu, często w pobliżu śniegu. Tworzy luźne kolonie.
JajaW ciągu roku wyprowadza jeden lęg, składając zazwyczaj 1 do 3 cielistych, cętkowanych jaj.
Wysiadywanie, pisklętaJaja wysiadywane są przez okres około 25 dni przez obydwoje rodziców. Pisklęta pierzą się w wieku około 11 dni, a po 3 tygodniach są samodzielne.
PożywienieDrobne zwierzęta (ryby, skorupiaki, mięczaki), padlina, algi, kał fok i niedźwiedzi polarnych.

## Status i ochrona
Międzynarodowa Unia Ochrony Przyrody (IUCN) od 2005 roku uznaje mewę modrodziobą za gatunek bliski zagrożenia (NT – Near Threatened); wcześniej, od 1988 roku miała ona status gatunku najmniejszej troski (LC – Least Concern). Liczebność światowej populacji szacuje się na 38–52 tysiące dorosłych osobników. Trend liczebności populacji uznawany jest za spadkowy. 
W Polsce objęta ścisłą ochroną gatunkową.